# Glencora Ralph
Pour les articles homonymes, voir Ralph.
Glencora Ralph, née le 8 août 1988 à Geraldton, est une joueuse australienne de water-polo. 

## Palmarès
- Jeux olympiques d'été de 2012 à Londres
  -  médaille de bronze au tournoi olympique
- Championnats du monde 2013 à Barcelone
  -  médaille d'argent